# Nikolaï Chelgounov
Nikolaï Vassiliévitch Chelgounov (en russe : Николай Васильевич Шелгунов) (1824-1891) est un révolutionnaire et écrivain russe.

## Biographie
Collaborateur de la revue Sovrémennik, il participa aux complots révolutionnaires de la fin du XIXe siècle en Russie.
Comme critique littéraire c'est une des figures du courant radical et de la lutte pour le réalisme littéraire et le démocratisme avec  Nikolaï Tchernychevski, Nikolaï Dobrolioubov, Dmitri Pissarev,Nikolaï Mikhaïlovski,  Grigori Blagosvetlov , Varfolomeï Zaïtsev. Comme Mikhaïl Saltykov-Chtchedrine il se pose le problème des « héros positifs » propagateurs d'idées révolutionnaires. Dans son article daté de 1868  Idéaux, héros et types russes  il défend ses idées à ce propos et les fait suivre d'analyses d'Ivan Tourgueniev et d'Ivan Gontcharov. Son épouse Lioudmila le quitte en 1861 pour le polémiste et poète Mikhaïl Mikhaïlov, bientôt relégué en Sibérie.

## Œuvres
- (ru) Vospominannia, Moscou, 1923